# Chrysocale opulenta
Chrysocale opulenta är en fjärilsart som beskrevs av Walker 1854. Chrysocale opulenta ingår i släktet Chrysocale och familjen björnspinnare. Inga underarter finns listade i Catalogue of Life.